# Claudio Borghi
Claudio Borghi (28 de setembre de 1964) és un exfutbolista argentí i entrenador.

## Selecció de l'Argentina
Va formar part de l'equip argentí a la Copa del Món de 1986.

## Referències

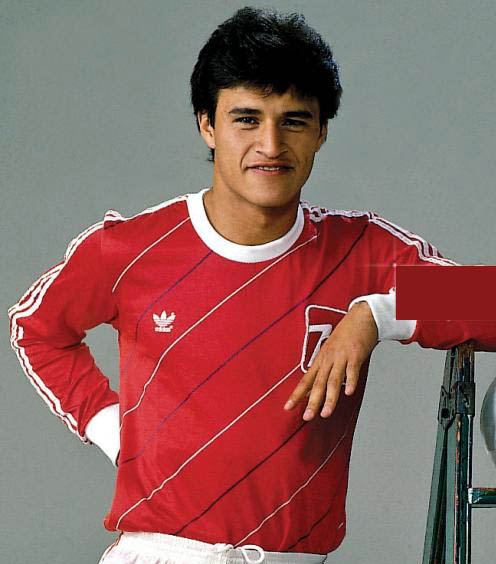
Borghi el 1985, a Argentinos Juniors.